# Old 100th

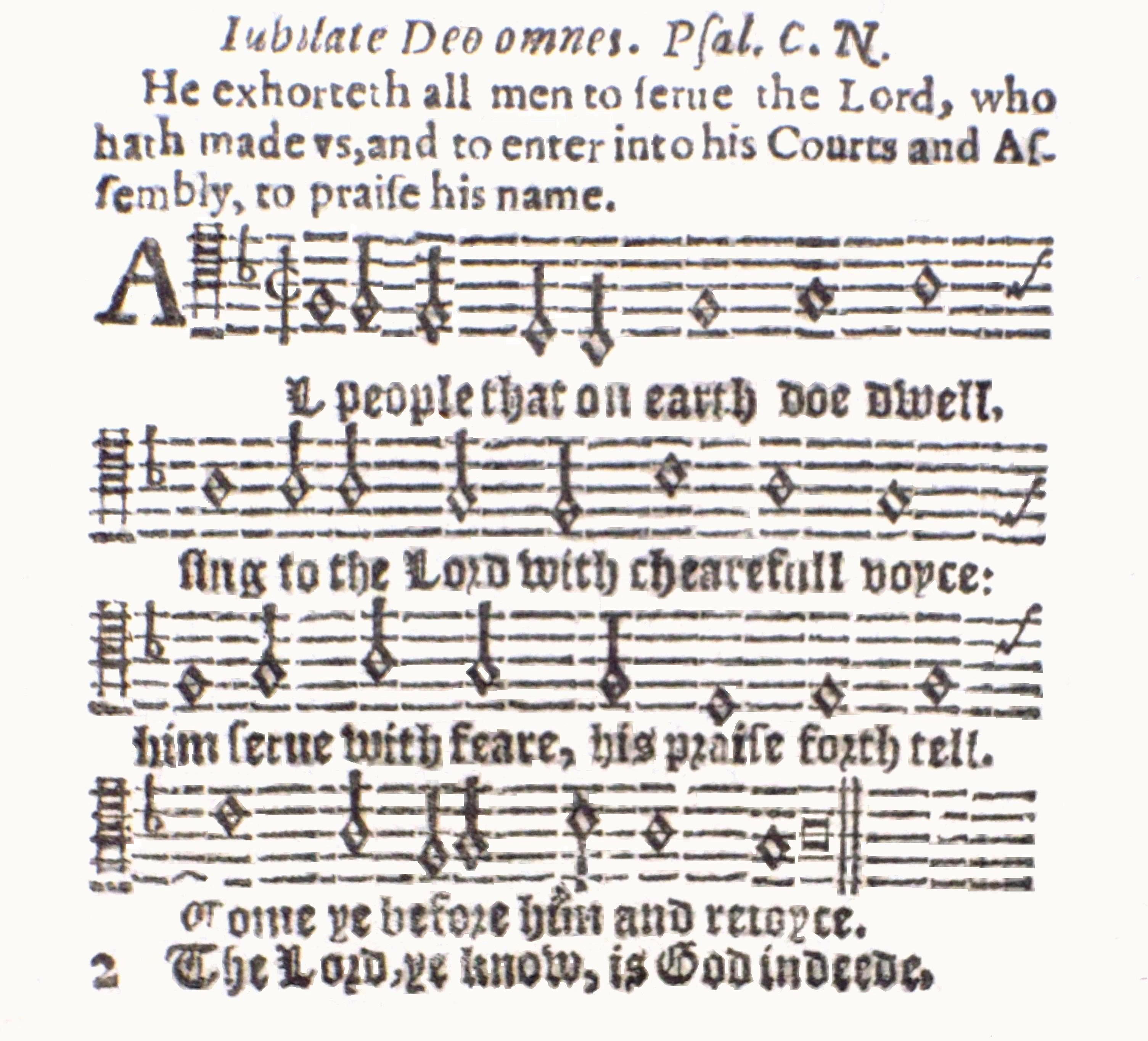
L'impostazione metrica dell'Old 100th da una stampa del 1628 del Salterio Sternhold e Hopkins.

L'Old 100th o Old Hundredth (noto anche come Old Hundred) è un inno in metro lungo, tratto dalla seconda edizione del Salterio ginevrino.
È una delle melodie più conosciute in molte tradizioni musicali cristiane occidentali. La melodia è solitamente attribuita al compositore francese Louis Bourgeois.
Sebbene la melodia sia stata associata per la prima volta al Salmo 134 nel Salterio ginevrino, la melodia riceve il suo nome attuale da un'associazione con il Salmo 100, in una traduzione di William Kethe intitolata All People that on Earth do Dwell. La melodia è anche cantata in vari altri testi, tra cui la dossologia e vari corali luterani tedeschi. Sotto quest'ultimo aspetto fu utilizzato da Johann Sebastian Bach come cantus firmus nella sua cantata Herr Gott, dich loben alle wir.

## Storia
Il Salterio ginevrino fu compilato nel corso di diversi anni nella città svizzera di Ginevra, centro di attività protestante durante la Riforma, in risposta all'insegnamento di Giovanni Calvino secondo cui il canto comunitario dei salmi nella lingua vernacolare è un aspetto fondamentale della vita della chiesa. Ciò contrastava con la pratica cattolica prevalente all'epoca, in cui i testi sacri venivano cantati in latino solo dal clero. I musicisti calvinisti, incluso Bourgeois, fornirono molte nuove melodie e ne adattarono altre da fonti sia sacre che secolari. La versione finale di questo salterio fu completata nel 1562. Calvino intendeva che le melodie fossero cantate in canto semplice durante le funzioni religiose, ma furono fornite versioni armonizzate per il canto a casa.

## La melodia
La melodia apparve per la prima volta nel Salterio ginevrino, insieme al testo metrico francese del Salmo 134. Nel corso degli anni, la melodia fu talvolta modificata ritmicamente. Di seguito è riportato quello impostato da Johann Sebastian Bach nel movimento finale della sua cantata Herr Gott, dich loben alle wir.